# Cariacica
Cariacica är en stad och kommun i östra Brasilien och ligger i delstaten Espírito Santo. Hela kommunen har cirka 380 000 invånare. Cariacica ligger strax väster om Vitória, delstatens huvudort, och ingår i denna stads storstadsområde. Cariacica fick kommunrättigheter den 30 december 1890, från att tidigare varit ett distrikt inom Vitórias kommun.

## Administrativ indelning
Kommunen var år 2010 indelad i två distrikt:
- Cariacica
- Itaquari

## Befolkningsutveckling
| Område              | Areal (km²)   | Invånarantal 1 augusti 2000 | Invånarantal 1 augusti 2010 | Invånarantal 1 juli 2014 |
| ------------------- | ------------- | --------------------------- | --------------------------- | ------------------------ |
| Kommun              | 279,86        | 324 285                     | 348 738                     | 378 915                  |
| ...varav centralort | Ingen uppgift | 312 980                     | 337 643                     | Ingen uppgift            |